# Сокотра (архіпелаг)
Сокотра (араб. سقطرى) — невеликий архіпелаг з чотирьох островів та двох скель (населені Сокотра, Абд-ель-Курі і Самха) в Індійському океані недалеко на північний схід від узбережжя Сомалі, приблизно 350 км на південь від Аравійського півострова. Є частиною провінції Хадрамаут (архіпелаг територіально поділений на дві мудірії (райони): Гідайбу (з центром в Гадібу) та Калансія і Абд-ель-Курі (з центром в Калансії) Республіки Ємен. Площа островів 3,6 тис. км².

## Геологія
Сокотра — уламок африканського континенту з гористим рельєфом. Геологічно острови архіпелагу складаються з гранітів, гнейсів і кристалічних сланців, вкритих горизонтальними шарами крейди, нумулітовими вапняками. Подекуди зустрічаються базальтові і трахітові куполи. Архіпелаг, ймовірно, відокремився від Африки в середньому пліоцені (близько 6 млн років тому).
Коралові рифи утруднюють доступ до берегів. Височини острова в давні часи були сушею, яка дала змогу зберегтися рослинам і тваринам у першій половині третинного періоду, коли більша частина островів знаходилась під водою.

## Фізико-географічне районування

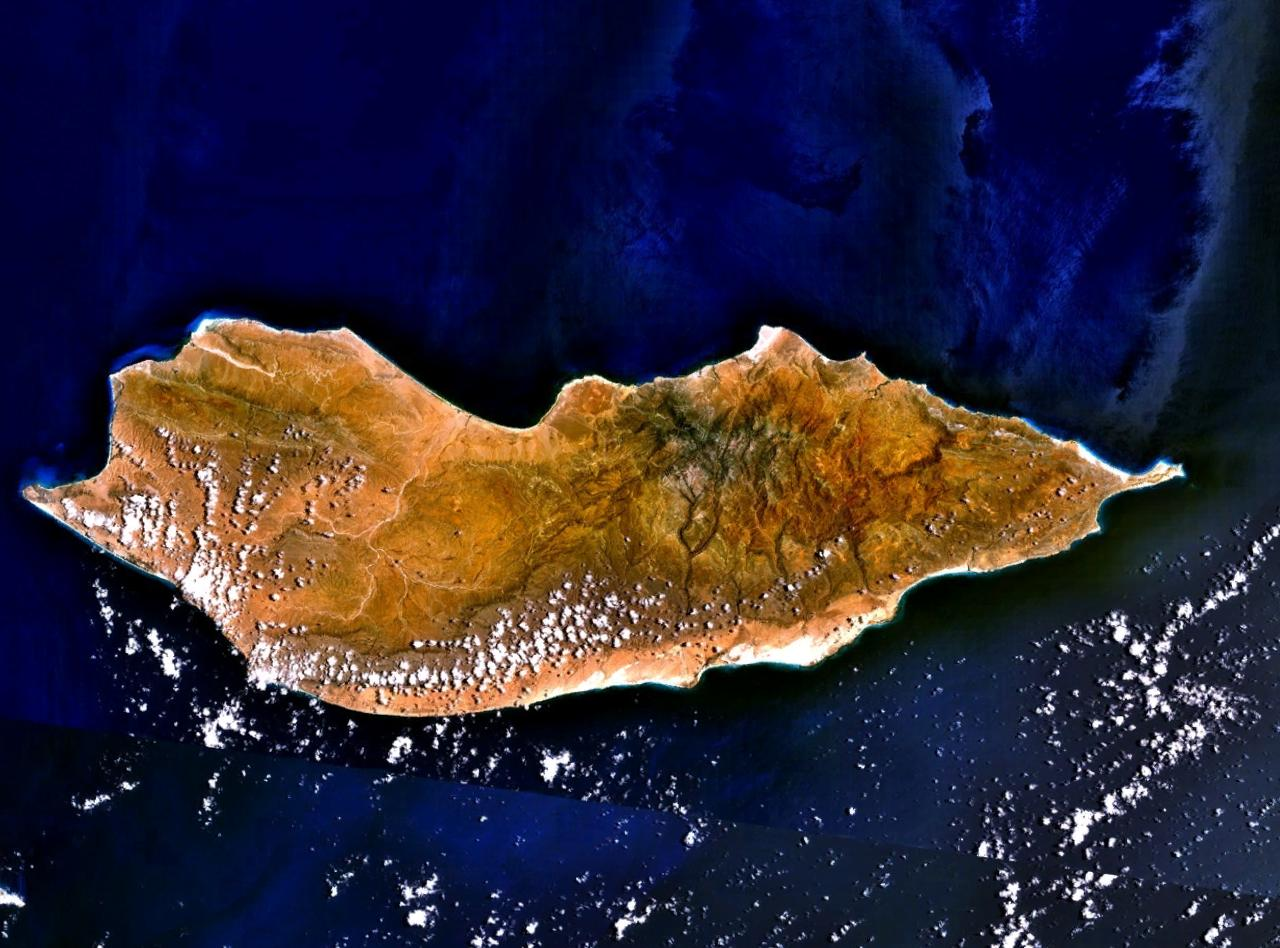
Супутниковий знімок головного острова архіпелагу

Сокотра — один з найізольованіших архіпелагів у світі континентального походження (тобто, не вулканічного). Архіпелаг складається з головного острова Сокотра (3625 км²), острова Абд-ель-Курі, двох невеликих островів — Самха та Дарса під загальною назвою Аль-Іхван (Брати), і двох невеликих скель Сабунія і Каль-Фарун.
Головний острів складається з трьох географічних зон:
- вузькі прибережні рівнини,
- вапнякове плато, пронизане карстовими печерами
- гори Джебель-Хагар (до 1525 м).

## Клімат
Клімат тропічний пустельний і напівпустельний (Класифікація кліматів Кеппена: BWh і BSh), з легкими опадами взимку, у період мусонів, ряснішими в горах усередині острова, ніж на прибережних рівнинах. Для сезону мусонів типові сильні вітри і високі хвилі. Середня температура найпрохолоднішого місяця досягає 21 °C, найспекотнішого 27,8 °C, спадаючи вночі на гірських плато до 21 °C. Лише деякі річки не висихають у посушливу пору року.
На заході острова менше опадів; тут лежать сухі піщані рівнини з рослинністю напівпустельного і пустельного характеру. На сході нема справжніх лісів; лише в родючих долинах ростуть невисокі тропічні дерева і кущі.

## Флора
Флора Сокотри споріднена з флорою тропічної частини Африки й Азії, з переважанням африканського елемента. Дуже цікавий таксономічний зв'язок флори Сокотри з американською. Одна з найвідоміших рослин — Сокотрійське драконове дерево (Dracaena cinnabari), близьке до Dracaena draco, характерним для Канарських островів. Стародавні люди використовували його червоний сік («драконова кров») в медицині та як фарбу для тканин. Інша незвичайна рослина — Dorstenia gigas.
Родина гарбузові представлена ендемічним родом Dendrosicyos socotrana, який є єдиним деревоподібним гарбузовим. Зустрічається примітивний тип роду гранат (Punica protopunica), Buxus та інші.
Довга геологічна і біологічна ізоляція Сокотри, гарячий і посушливий клімат, ураганні сезонні мусони з травня по вересень, помітне пом'якшення клімату в зимові місяці і особливі кліматичні умови в гірських районах створили на острові унікальну ендемічну флору. 37 % з 825 видів рослин на Сокотрі є ендеміками. Архіпелаг Сокотра за числом ендемічних видів на одну квадратну милю займає четверте місце у світі після Сейшельських островів, Нової Каледонії і Гаваїв.

## Фауна
Фауна Сокотри — острівна. Водиться цибетовий кіт. Орнітофауна має північно-східноафриканський характер. На островах живе багато видів птахів, зокрема декілька ендеміків, таких як сокотрійський шпак (Onychognathus frater), сокотрійський нектарник (Chalcomitra balfouri), сокотрійський горобець (Passer insularis) і сокотрійський золотокрилий костогриз (Rhynchostruthus socotranus). Загалом на архіпелазі зустрічається 192 види птахів, 44 з яких тут постійно гніздяться, а ще 85 регулярно мігрують.
Надзвичайно високі рівні ендемізму мають рептилії Сокотри (34 види, 90 % ендемізму) та наземних равликів (96 видів, 95 % ендемізму). Морське життя Сокотри також дуже різноманітне, тут мешкають 253 види рифоутворюючих коралів, 730 видів прибережних риб і 300 видів крабів, омарів і креветок.
Єдині місцеві ссавці на Сокотрі — кажани, яких досить багато.
Фауна амфібій стоїть ближче до аравійської.

## Історія
У квітні 1507 року португальці захопили острів Сокотра з метою перехопити у арабських мореплавців монополію на постачання в Європу дорогоцінних прянощів. Але після сутичок з місцевим населенням португальці у 1511 році зруйнували власні укріплення, евакуювали гарнізон та християнське населення острова та залишили Сокотру, оскільки зиску від військової бази на Сокотрі було мало. Влада понад Сокотрою знову переходить до султана Махри.
Острів у 1886 році був приєднаний до Британії.

## Населення, культура

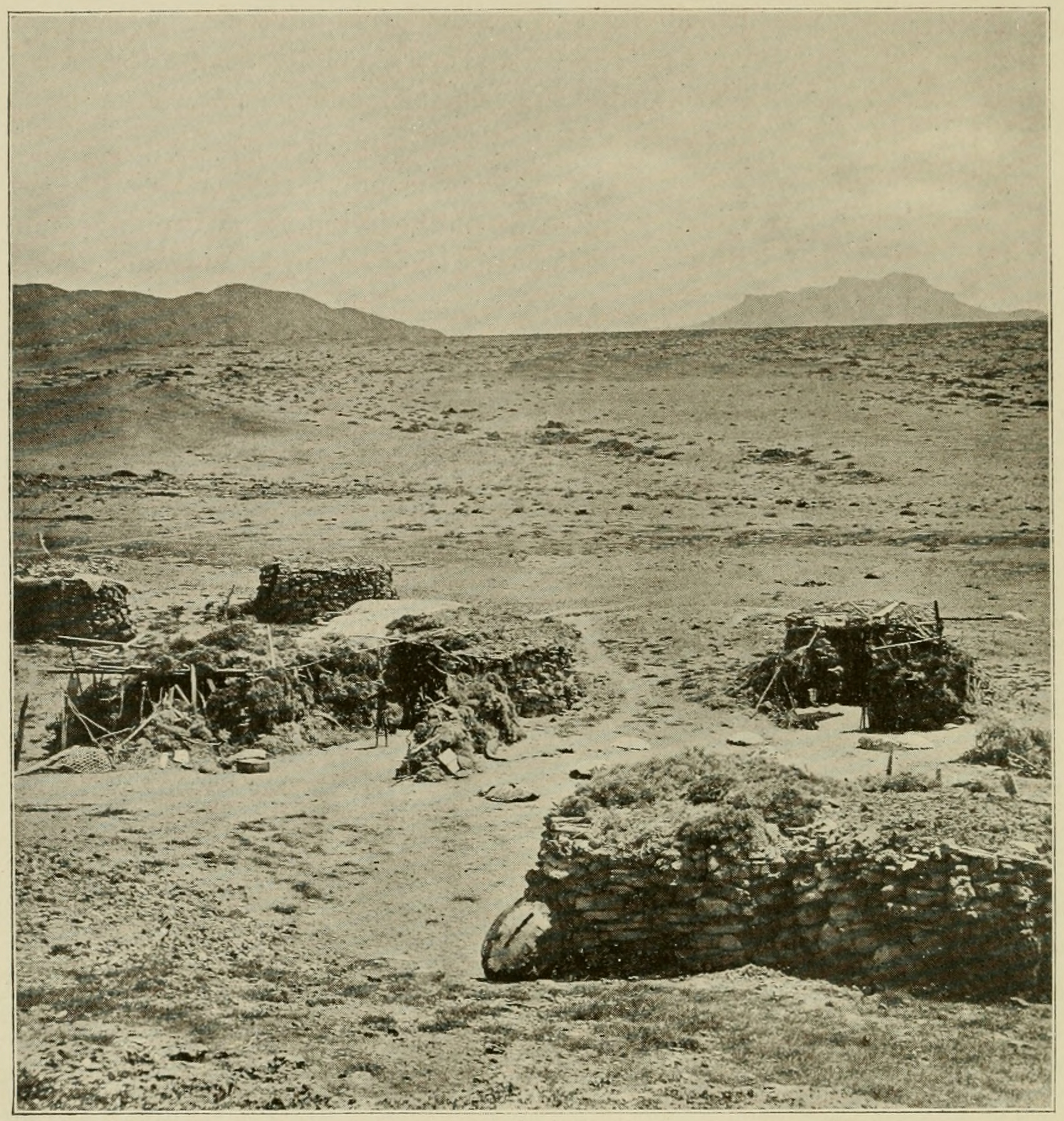
Житла мешканців острова Абд-ель-Курі у 1903 році

Майже всі жителі архіпелагу, араби, суахілі та індуси, живуть на головному острові — Сокотрі. Головне місто — Хадібу (населення близько 43 000 в 2004 році). На Абд-ель-Курі і Самхі проживає всього кілька сотень людей; на островах Дарса, Сабунія, Каль-Фарун постійного населення немає.
Корінне населення Сокотри, говорить діалектами місцевої неписемної сокотрійської мови, що належить до сучасних південноаравійських мов семітської групи, а також арабською мовою. З давніх часів сокотрійською мовою існує багатий усний поетичний, пісенний і прозаїчний фольклор. Сучасна сокотрійська поезія схильна до впливу арабських діалектів. З поетичних форм найбільшого поширення набули традиційні афористичні чотиривірші теметхель. У сокотрійськіх казках, що відрізняються багатим місцевим колоритом, простежується зв'язок стародавньої культури сокотрійців з культурною традицією Середземномор'я і стародавньої Європи (присутні сюжети, схожі зі староєгипетською повістю про двох братів, казкою про Попелюшку — в сокотрійській традиції Мехазело (Mehazelo)).

## Економіка
Заняття населення — скотарство, вилов риби та коралів. Головні продукти острова: риба, камідь драконового дерева, сушений сік алое — «сабур», шерстяні тканини, килими ручної роботи, фініки, топлене масло, тютюн. Для місцевого споживання розводять корів місцевої породи, дрібну рогату худобу, верблюдів. У долині Хадебо — присадибне городництво (фінікова пальма). Найкраща бухта і адміністративний центр острова — Тамріда.
У кінці 1990-х була прийнята Програма розвитку ООН з метою ретельного спостереження за островом Сокотра.

## Цікаві факти
Український письменник-мариніст Антон Санченко в оповіданні «Біла кішка, чорний кіт», що увійшло до збірки повістей «Земля Георгія», описує кораблетрощу, що сталася з українськими моряками біля острова Сокотра. «…старпом на міляку на Сокотрі його [судно] […] посадив. Навстоячки заснув на вахті […] дуже пощастило […] Там за три кабельтових ліворуч були камінці, а за півмилі — кораловий риф. А „Середня коса“ вперлася просто поміж ними, носом просто в пісочок. […] Судно так м'яко виповзло на косу, що ніхто навіть поштовху не відчув. Уже механіки помітили, коли в контур охолодження дизеля пісок потрапив і дизель грітися почав».
Також в оповіданні йдеться про те, що відомого норвезького мандрівника Тура Хеєрдала місцева адміністрація не пустила на берег, бо вимагала узгоджень з Міністерством іноземних справ в Адені. І поки він отримував дозвіл по радіо, його очеретяний «Тигріс» пронесло повз острів. Натомість до українських моряків на Сокотрі поставилися зовсім не так. Тоді СРСР водив дружбу з аденськими арабами. І в них на острові сталися якісь проблеми з харчами. Тож український траулер перевозив у морозильних трюмах провізію на Сокотру.